# Louis-Ferdinand Céline
Louis-Ferdinand Céline, o simplement Céline, és el pseudònim de l'escriptor, metge i col·laborador nazi francès Louis-Ferdinand Destouches (Courbevoie, Île-de-France, 27 de maig de 1894 - Meudon, 1 de juliol de 1961).
La seva primera novel·la Viatge al final de la nit (1932) va guanyar el Premi Renaudot, però va dividir els crítics a causa de la descripció pessimista de la condició humana de l'autor i el seu estil d'escriptura, basat en la parla de la classe obrera. En novel·les posteriors com ara Mort a terminis (1936), La banda del guinyol (1944) i Castell a castell (1957) Céline va desenvolupar encara més un estil literari innovador i distintiu. Maurice Nadeau va escriure: "El que Joyce va fer per la llengua anglesa (...) el que els surrealistes van intentar fer per la llengua francesa, Céline ho va aconseguir sense esforç i a gran escala."
A partir de 1937 Céline va escriure una sèrie d'obres polèmiques antisemites en què defensava una aliança militar amb l'Alemanya nazi. Va continuar defensant públicament opinions antisemites durant l'Ocupació alemanya de França, i després del Desembarcament aliat a Normandia el 1944 va fugir a Alemanya i després a Dinamarca, on va viure a l'exili.
Va ser condemnat per col·laboració amb l'Alemanya nazi i la Itàlia feixista per un tribunal francès el 1951, però va ser indultat per un tribunal militar poc després. Va tornar a França on va reprendre la seva carrera com a metge i escriptor. Céline és àmpliament considerat com un dels novel·listes francesos més grans del segle xx, però continua sent una figura controvertida a França a causa del seu antisemitisme i les seves activitats durant la Segona Guerra Mundial.

## Vida i obra
Céline lluità a la Primera Guerra Mundial, on fou ferit, i passà part de la seva convalescència a Londres. Estudià Medicina i es graduà el 1924. A la seva tesi doctoral, "Semmelweiss", ja demostrà les seves capacitats literàries. Fins a 1928 treballà per a la Societat de Nacions i visqué una llarga temporada a Alemanya.
Posteriorment tornà a París, on exercí de metge en una clínica per a obrers de Clichy. El 1932 publicà el seu primer llibre, la novel·la autobiogràfica Viatge al fons de la nit (Voyage au bout de la nuit), que obtingué un enorme repercussió i va esdevenir una obra cabdal de la literatura francesa del segle xx. Per mitjà del seu àlter ego, Ferdinand Bardamu, hi narra diferents episodis de les seves experiències com a soldat francès durant la Primera Guerra Mundial, emprant un estil narratiu molt original, a base de llargs monòlegs, plens d'eloqüència, intentant imitar la frescor de la parla quotidiana, amb un llenguatge directe, sovint ple d'interjeccions, i amb un tractament del sexe lluny de la tradició romàntica, que va fer que el llibre fos acusat d'obscè. A més, en la trajectòria de Bardamu es topa amb un seguit de personatges en què es reflecteix una visió de l'existència d'influència dostoievskiana. La seva segona novel·la, Mort à crèdit (1936), torna a ser protagonitzada per Bardamu, i situada temps abans de la primera, relata la seva etapa d'adolescència.
Posteriorment, la seva actitud nihilista i la seva posició política anarquista el van dur cap a l'extrem contrari: a un anti semitisme ferotge i a un xovinisme feixista, que quedà reflectit en els pamflets Mea culpa (1937) –escrit després d'un viatge a Rússia, de caràcter anticomunista– i Bagatelles pour un massacre (1938). Esdevingué col·laboracionista del govern de Vichy (1940), i després de l'entrada dels aliats a París (1944), fugí a Alemanya, primer, i a Dinamarca, després, on fou empresonat, mentre des de França se'l reclamava per jutjar-lo per crims de guerra. El 1951 tornà a França, i tornà a exercir de metge a Meudon, on morí. Publicà encara : Guignol's band I (1951) –escrit el 1942-44, que relata l'estada de Bardamu a Londres, a la darreria de la Primera Guerra Mundial i la seva relació amb els baixos fons londinencs–, D'un château l'autre (1957) –escrit a la presó, i on narra el seu exili–, Féerie pour une autre fois (1952), Normance (1954) i Nord (1960). Pòstumament es publicaren Rigodon (1968), Le Pont de Londres (1964) - segona part de Guignol's band–, la versió sencera de Guignol's band (1988) i Lettres de prison (2002), entre d'altres.
El 2011, cinquantenari de la mort de Céline, el Ministeri de Cultura francès decidí cancel·lar el seu nom de la llista de commemoracions oficials.